# Vijayawada
Vijayawada (విజయవాడ en telugú) es una ciudad del estado de Andhra Pradesh, en la India. Se encuentra en el distrito de Krishna. Anteriormente se le conocía como Bezawada y es la segunda ciudad en población del estado, se encuentra situada a orillas del río Krishna y limita al oeste con las colinas de Indrakiladri en el oeste y al norte con el río Budameru y a unos 275 km de Hyderabad que es la capital del estado.
Es la capital política de Andhra Pradesh y el centro de negocios del estado y al situarse en el cruce de las líneas ferroviarias que unen Chennai con Howrah y Delhi está considerada como el tercer nudo ferroviario del mundo.
Panorama de Vijayawada